# Murray, Iowa
Murray är en ort i Clarke County i Iowa. Vid 2010 års folkräkning hade Murray 756 invånare.